# 腸チフスワクチン
腸チフスワクチン（ちょうチフスワクチン）とは、腸チフスの感染を防ぐワクチンである。

## 概要
ワクチンには2種類あり、Ty21a（経口用生ワクチン)とVi莢膜多糖ワクチン(注射用サブユニットワクチン)が広く使われている。ワクチンの効果は、最初の2年間は30%から70%であるが、各種ワクチンによって違う。Vi-rEPAワクチンは子供に効果的とされる。
世界保健機関(WHO)は、腸チフスが発生しやすい地域に住む子供へのワクチン接種を推奨している。また、感染リスクが高い人にも勧められる。予防接種により病気の拡散を制御することができる。不活化ワクチンの効果は3年で、環境に応じて1年から7年おきの追加投与が勧められる。アメリカ疾病予防管理センター(CDC)では、感染リスクの高い人、例として腸チフスが流行する南アジアに旅行する人にだけ、ワクチン投与を勧めている。
ワクチンは非常に安全で、軽度の副作用は注射部位の痛みである。不活化ワクチンはエイズ患者にも安全に注射でき、経口ワクチンも症状がない限り服用できる。妊婦への投与による安全性については明らかではなく、不活化ワクチンの投与は安全と考えられているが、生ワクチン投与は推奨されない。
最初の腸チフスワクチンは、1896年にアルムロート・ライト、 リヒャルト・プファイファー、ウィルヘルム・コッレによって開発された。副作用を軽減した最新型のワクチンが勧められる。 腸チフスワクチンは世界保健機関の必須医薬品リストに含まれ、最も効果的で安全な医療制度にて必要とされる医薬品である。2014年の開発途上国では1投与約4.44米ドルで販売されている。米国では25～50米ドルで販売されている。
日本では、1948年制定の予防接種法により、各種チフスワクチンの予防接種が法律で強制されていたが、副反応の強さと、患者数の減少のため、1970年代にチフスワクチンの強制接種は中止された。